# ميخائيل أرتيمييف
ميخائيل كونستانتينوفيتش أرتيمييف (بالروسية: Михаил Константинович Артемьев)، من مواليد 1888، وأُعدم بتاريخ 27 مارس 1928، كان قائداً روسياً، وأحد زعماء حركة التمرد ضد البلاشفة، وكان المسؤول الأول عن انطلاق الانتفاضة الروسية ضد الحُكم الشيوعي في منطقة شرق سيبيريا.